# 四月会
四月会（しがつかい）は、細川内閣下において存在した公明党や創価学会に批判的な自由民主党を中心とする議員や、その他宗教団体などが設立した団体である。憲法20条を考える会を母体として結成された。正式名称「信教と精神性の尊厳と自由を確立する各界懇話会」（しんきょうとせいしんせいのそんげんとじゆうをかくりつするかくかいこんわかい）の通称。
1994年（平成6年）から1998年（平成10年）頃まで、「反創価学会キャンペーン」を展開していた。

## 四月会の結成
1994年（平成6年）5月に「四月会」が結成される。設立母体は自由民主党内の勉強会「憲法20条を考える会」である。
1994年（平成6年）6月23日の「四月会」の設立総会には、当時は野党であった自民党の河野洋平総裁・社会党（後の社民党）の村山富市委員長・新党さきがけの武村正義代表の3人が出席し歩調を合わせた。1994年（平成6年）6月30日に自民党と社会党（後の社民党）と新党さきがけの3つの政党により自社さ連立政権（村山内閣）が発足した。村山内閣には「四月会内閣」との異名がある。
1994年（平成6年）5月結成なのに「四月会」（しがつかい）と名付けた理由には、4月から検討したからという説と「死学会（しがっかい）」という創価学会の打倒を目的としたからという説がある。

## 四月会による反創価学会キャンペーンの展開
1994年（平成6年）12月に新進党の誕生とともに公明党も新進党に合流する。旧公明党は新進党の一派閥になった。1994年（平成6年）6月に発足した自社さ連立政権（村山内閣）は、1995年（平成7年）の阪神・淡路大震災やオウム真理教事件での対応の遅れからマスコミからの批判を招き、また、長年の政敵であった自民党と社会党（後の社民党）が手を結んだことによる国民の批判、政治不信が増大する。1995年（平成7年）4月に行われた東京都と大阪府の知事選挙では無党派層の風が吹き、東京では青島幸男が、大阪でも横山ノックが既成政党が相乗りで支援した候補を破って当選したことに与党は大きなショックを受けた。また、1995年（平成7年）7月の第17回参議院選挙で自民党は票が伸び悩んで敗北し、特に、比例区では創価学会の選挙支援を受けた新進党の得票数が自民党を上回った。創価学会の組織票の強さに危機感を持った自民党は新進党と創価学会にターゲットを絞った「シリーズ新進党＝創価学会ウオッチング」を自民党の機関紙『自由新報』に掲載。反創価学会キャンペーンを展開した。国会で自民党の広報本部長だった亀井静香（衆議院議員、元運輸大臣）や白川勝彦（衆議院議員、元自治大臣、元国家公安委員会委員長）などが『公明党と創価学会は政教一致である』という公明党や創価学会への批判を繰り返した。
1996年（平成8年）の第41回衆議院総選挙では、自民党系の「四月会」が反創価学会キャンペーンを展開して1996年の衆議院総選挙で自民党が勝利した。連立与党だった社会党（後の社民党）と野党の新進党は惨敗した。このうち、新進党では小沢一郎（党首）の強引な政治手法に反発した旧公明党の支持母体の創価学会が一部の選挙区で自民党候補者に投票するなど分裂選挙の様相を呈した末の敗北であった。
1997年（平成9年）には、新進党の小沢一郎（党首）の強引な政治手法が原因となり、新進党内で対立が激化して新進党の一部の議員が引き抜きを受けて自民党に移籍するなどの動きが起こり1997年（平成9年）12月に新進党は分裂し解党した。
1998年（平成10年）7月の第18回参議院選挙で自民党が敗北すると、橋本龍太郎（内閣総理大臣）らの自民党執行部がそれまでの公明党・創価学会との対立関係から関係修復へと「方針転換」し、自民党系の「四月会」による「反創価学会キャンペーン」について、橋本総理らの自民党執行部が創価学会側に公式に謝罪して反創価学会キャンペーンは終息した。

## 自民党の方針転換と四月会の動き
1998年（平成10年）7月の参議院選挙後に橋本総理が辞任すると、自民党総裁選で自民党と自由党と公明党との「自自公連立政権」の成立を進める小渕恵三（後に首相となる）が自民党総裁選に立候補し、自民党と公明党・創価学会との対立関係から関係修復に「方針転換」を表明すると、「四月会」がその方針に反対して、1999年（平成11年）の自民党総裁選で対抗馬となった加藤紘一、山崎拓の両氏への支持を確認し、あわせて自民党と公明党との「自公連立政権」の成立の方針に反対する自民党議員への積極支援を表明する。「四月会」のこうした動きに対し野中広務（内閣官房長官）が批判し「自民党総裁選に宗教団体がくちばしを入れるのは残念で、政教分離を口にされるならば、そういう宗教団体も政教分離について責任を持って対応されるのが正しい政治と宗教のあり方だ」と発言し自民党内の対立が一時的に深まる。
野党の民主党に有志議員の勉強会「宗教と政治を考える会」が発足する。最高顧問に鳩山由紀夫（民主党幹事長代理）、会長に熊谷弘（民主党選対事務総長）。宗教団体側からは「神社本庁」系の神道政治連盟、伝統仏教（伝統宗教）系が加盟している全日本仏教会、新宗教系が加盟している新日本宗教団体連合会、立正佼成会、仏所護念会教団などの宗教界関係者、自民党系の「四月会」からは俵孝太郎（代表幹事）が出席。俵孝太郎 氏は「『四月会』は反創価学会だが、自民党の応援団ではない。「自自公政権」の成立という方針だから、小渕内閣には厳しく対応していかなければならない」。と自民党以外の政党への支持を示唆するが、1998年（平成10年）の自民党総裁選では「自自公連立政権」の成立を進める小渕恵三が自民党総裁に当選し、国会で内閣総理大臣に指名される。
1998年（平成10年）の参議院選挙後に社民党が連立政権から離脱して、自民党が参議院で過半数割れとなることが予想された。
1999年（平成11年）に小渕総理らの自民党執行部は、当時、参議院で30議席以上を有していた公明党に着目して、創価学会や公明党と人脈的に繋がりがある自民党の経世会（竹下派）を通じて創価学会や公明党に接近し「自公連立政権」の成立に向けて自民党と公明党との間で協議が進められた。1999年（平成11年）10月に自民党と自由党との連立政権に公明党が参加し「自自公連立政権」が成立する。

## 四月会の解散
2001年（平成13年）に自民党系の「四月会」は解散。解散の直接の理由は、神道政治連盟(神社本庁)とインナートリップ・イデオローグ・リサーチセンター（霊友会増永派）が、2001年（平成13年）の参議院議員選挙に際して、反「自・公」のスタンスを取ることに難色を示し、同一歩調をとることができなくなったことによるが、1999年（平成11年）10月の「自自公連立政権」の成立時から「四月会」は存在意義を失っていた。

## 組織
- 顧問 - 勝部真長（お茶の水女子大学名誉教授）、秦野章（元法務大臣）、藤原弘達（評論家）
- 代表幹事 - 俵孝太郎（政治評論家）
- 常任幹事（団体）
  - IIC（インナートリップ・イデオローグ・リサーチセンター、霊友会外郭団体）
  - 真言宗金毘羅尊流
  - 新生佛教教団
  - 神道政治連盟（神社本庁）
  - 仏所護念会教団
  - 立正佼成会平和研究所
- 常任幹事（個人）
  - 北野弘久（日本大学教授）
  - 小堀桂一郎（明星大学教授）
  - 佐藤誠三郎（慶應義塾大学教授）
  - 坂本尭（聖マリアンナ医科大学名誉教授）
  - 内藤国夫（ライター）
  - 西部邁（評論家）
  - 黛敏郎（作曲家）
  - 丸山照雄（日蓮宗僧侶、宗教評論家）
- 監事
  - 佐藤欣子（弁護士）
  - 真田芳憲（中央大学教授）
  - 金子量重（アジア民族造形文化研究所所長）
  - 飯坂良明（学習院大学教授）
  - 清水雅人（宗教評論家、元「新宗教新聞」編集長）
  - 天谷忠央（中央学術研究所所長）
- 団体会員
  - 全日本仏教会
  - 善隣会
  - 御嶽山曽間本教
  - 天元教
  - 石切釼箭神社
  - 創対連（創価学会対策連絡協議会）
- 個人会員
  - 井上昭夫（天理やまと文化会議事務局長）
  - 芝祐弘（九品寺住職）
  - 田原勇（天元教責任役員）
  - 小池義人（大本山須磨寺管長）
  - 市川一美（大山ねずの命神示教会）
  - 神野龍幸（僧侶）
  - 植村左内（著述業／創対連代表者）
  - 北山宏明（僧侶）
  - 柳坂特道（日蓮正宗教妙寺住職）
  - 久保田雄啓（日蓮正宗興福寺執事）
  - 田山一郎（法華講員）
  - 上山芳子（法華講員）
  - 丸山幸子（法華講員）